# Satellietstaat
Een satellietstaat is een land dat formeel onafhankelijk is, maar in feite gedomineerd wordt door een ander land. In extreme gevallen kunnen satellietlanden gezien worden als kolonie met weinig of geen politieke, economische en militaire onafhankelijkheid.
De uitdrukking wordt het meest gebruikt om het vroegere Oostblok te omschrijven, de landen van het Warschaupact die van 1945 tot 1989 binnen de invloedssfeer van de Sovjet-Unie lagen. Cuba werd er ook van beschuldigd een satellietstaat van de Sovjet-Unie te zijn, nadat het land economische en militaire hulp van de Sovjets aannam.
Het Oostblok aanvaardde deze omschrijving niet en stelde een groep onafhankelijke en gelijke landen te zijn. Het blok beschuldigde de Verenigde Staten er ook van satellietstaten te hebben in de NAVO. Toen de Sovjet-Unie vanaf 1989 instortte, hield het Oostblok direct op te bestaan en werd het communistische bewind in de Oostbloklanden vervangen door democratisch gekozen regeringen.
Andere grote machten, inclusief nazi-Duitsland en het Japanse Keizerrijk, hebben satellietstaten of hebben ze gehad.